# Alfonso Ferrabosco (młodszy)
Alfonso Ferrabosco młodszy (ur. około 1575 prawdopodobnie w Greenwich, pochowany 11 marca 1628 tamże) – włosko-angielski kompozytor.

## Życiorys
Nieślubny syn Alfonsa Ferrabosca (starszego). Od 1592 roku działał na dworze angielskim, początkowo jako instrumentalista. Po objęciu rządów przez Jakuba I został nauczycielem księcia Henryka, a po jego śmierci w 1612 roku księcia Karola. W 1626 roku otrzymał tytuł composer in ordinary by the king. Współpracował z dramatopisarzem Benem Jonsonem, pisząc muzykę do masek jego autorstwa.
Opublikował zbiór Ayres na 1 i 2 głosy z towarzyszeniem lutni i violi basowej, zadedykowany księciu Henrykowi (Londyn 1609) oraz Lessons na 1, 2 i 3 viole (Londyn 1609). Pisał ponadto pieśni i utwory na lutnię i zespół viol (przede wszystkim tańce), jest również autorem 15 łacińskich motetów i 3 anthemów w języku angielskim.